# 柘植文
柘植 文（つげ あや）は、日本の漫画家。女性。埼玉県在住。血液型はO型。山羊座。

## 概説
美大の油絵科を卒業後、文藝春秋『月刊コミックビンゴ』でデビューするも、デビュー作の掲載された号を最後に休刊。講談社『週刊ヤングマガジン』での再デビューを経て、竹書房の雑誌でのルポ漫画で頭角をあらわす。『野田ともうします。』はNHKワンセグ2の番組『青山ワンセグ開発』内にてドラマ化された。
東京新聞・中日新聞生活面にて『喫茶アネモネ』連載中。

## 作品リスト

### 連載
- ノンストップ おヨメ道―独身漫画家・柘植文のマイペース花嫁修業!!（まんがくらぶ、竹書房、全1巻）2006年7月 ISBN 978-4-8124-2800-9
  - なんちゃってヨメ入り修行（上記作品改題、幻冬舎文庫）2011年8月 ISBN 978-4-3444-1721-2
- つげ式 貧遊術（『本当にあったゆかいな話デラックス』、竹書房、連載『貧しき中にも遊びあり』を改題、全1巻）2011年7月 ISBN 978-4-8124-7624-6
- こども80's（『本当にあった笑える話』、ぶんか社、既刊1巻）
- 野田ともうします。（『Kiss PLUS』2008年3月号[2] - 2009年11月号[3]、『Kiss』2008年No.12[2] - 2016年5月号[4]、『デジキス』2009年11月10日[5] - 2014年6月25日[4]、講談社、全7巻）
- 僕とおませちゃん（『マンガ・エロティクス・エフ』、太田出版）
- 柘植文の編集部かんさつ日記（竹書房オフィシャルサイト「四コマ堂」内2009年2月[6] - 連載中）
- 柘植文のつつウラウラまんきツアー（『まんがくらぶ』、竹書房、全1巻）2009年7月 ISBN 978-4-8124-7118-0
- わたしのハテナちゃん（『まんがライフオリジナル』、竹書房）
- 中年女子画報（『まんがライフオリジナル』2013年8月号[7] - 、まんがライフSTORIA、竹書房、既刊5巻）
  - 中年女子画報〜44年目の春〜（第2巻が刊行された際に改題[8]）
  - 中年女子画報〜46歳の解放〜（第3巻が刊行された際に改題）
  - 中年女子画報～ためらいの48歳～
  - 中年女子画報 50歳ですよ
- 幸子、生きてます（『Kiss』2016年11月号[9] - 2022年9月号[10]、講談社、全4巻）
- むか〜しむかしの子供に読ませなくてもいいお話集（『BABY!』2017年創刊号[11] - →『ベビモフ』2017年11月1日[12] - 19号[13]、『Dモーニング』2020年20号 - 41号[13]、講談社、全2巻[注釈 1]）
- 喫茶アネモネ（東京新聞・中日新聞生活面2017年10月[16] - 連載中、既巻1巻）
- ひとりぶらりごはん（少年画報社、全1巻）

### 読み切り
- ぼのショップへ行ってみた!（『まんがライフオリジナル』2015年8月号[17]） - 『ぼのぼの』グッズを取り扱う「ぼのショップ」へと出かけるレポ漫画[17]
- さよなら人類（原作：海野つなみ、『Kiss』2018年5月号[18]） - 『その日世界は終わる』収録[19]
- 鬼鬱村のサニーサイド（『ビッグコミックスペリオール』2024年2号[20]）

### アンソロジー
- リコーダーとランドセルオフィシャルアンソロジー（コミックマーケット82竹書房ブース販売[21]）
- くらもち本〜くらもちふさこ公式アンソロジーコミック〜（2018年1月25日発売[22]） - トリビュートマンガ[22]

## 寄稿
- お祝い『花のズボラ飯』（『エレガンスイブ』2011年11月号付録小冊子[23]） - エッセイ「わたしのレシピ」[23]
- YOU DOLCE（『月刊YOU』2012年6月号別冊付録[24]） - お菓子にまつわるエッセイ漫画[24]
- ビューティーレポート 〜気になるあのダイエット、YOUが全部試しました!〜（『月刊YOU』2012年10月号別冊付録[25]） - ダイエット体験記[25]
- 『マンガで分かる心療内科』8巻（特典リーフレット[26]）
- びんぼうまんが家!都内で月3万円の3DKに住んでます（著：なかむらみつのり、2013年5月15日発売[27]） - ゲスト寄稿[27]
- ふきぞめ（講談社特設サイト、2015年1月1日[28]）
- 『あさきゆめみし』トリビュートマンガ（『Kiss』2016年8月号[29]）
- アカギトリビュートイラスト FESTIVAL（『アカギ 〜闇に降り立った天才〜』公式サイト、2018年6月13日[30]） - イラスト[30]
- 半分、青い。にまつわるアンケート（『半分、青っぽい。』単行本、2018年9月12日発売[31]）